# Korab
Planina Korab je najviša planina u Makedoniji i u Albaniji. Korab je granična planina između ove dvije države i nastavak je Šar-planine.
Planina ima nekoliko vrhova s preko 2000 metara nadmorske visine. Najznačajniji su:
- Veliki Korab (makedonski: Golem Korab ili Kobilino Pole, albanski: Maja e Korabit ili Mali i Korabit; po starim podacima 2753 m, a po novijim 2764 m.
- Kepi Bar (2595 m)
- Mala Korapska Vrata (2425 m; stariji podaci)
- Kabaš (2395 m)
- Ciganski Premin (2295 m)
- Ploča (2235 m)
- Visoka Karpa (2090 m).

Državna granica prelazi preko najvišeg vrha, Velikog Koraba.
Svake godine početkom rujna planinarski klub "Korab" iz Skoplja organizire Međunarodno penjanje na vrh.

## Vanjske poveznice
|  | Zajednički poslužitelj ima još gradiva o temi Korab |